# روبرت هنت (رسام)
روبرت هنت (بالإنجليزية: Robert Hunt)‏ هو رسام أمريكي، ولد في 1952 في بيركيلي في الولايات المتحدة.